# Польський націоналізм

Прапор Польщі. Вважається головним символом Польського Націоналізму.

Польський націоналізм (пол. polski nacjonalizm) — термін, яким позначають широке коло суспільно-політичних рухів на польських землях, що виникли в зв'язку з формуванням польської нації у другій половині XIX століття.

## Загальні відомості
Польський націоналізм — націоналізм, який утверджував культурну єдність поляків. Британський історик-полоніст Норман Дейвіс визначає націоналізм як «доктрину... створити націю шляхом пробудження у людей усвідомлення їхньої національної ідентичності та мобілізації їхніх почуттів у засіб політичної дії». 
Націоналістична ідеологія, яка виникла незабаром після розділення Польщі, спочатку була вільною від будь-якого «етнічного націоналізму».  Це був романтичний рух, який прагнув відновлення польської суверенної держави.  Маурицій Мохнацький описав польський романтичний націоналізм як «сутність нації», яка більше не визначається кордонами, а ідеями, почуттями та думками, що походять із минулого. 
Поява сучасного польського націоналізму збіглася з листопадовим повстанням 1830 року та Європейськими революціями 1848 року («Весна народів»). Наступні поразки зламали польський революційний дух. Багато інтелектуалів зверталися до соціального дарвінізму Герберта Спенсера і звинувачували колишню романтичну («месіанську») філософію Польщі у повстанських катастрофах. 
Після поразки січневого повстання 1863 року ідеї романтизму були рішуче витіснені специфічною польською версією позитивістської філософії Оґюста Конта, яка домінувала в польській думці до кінця 19 століття.

## Історія
Найдавніші згадки про польський націоналізм та свідомі дискусії про те, що означає бути громадянином польської нації, можна віднести до зламу 17-го та 18-го століття, хоча деякі вчені відносять його аж до початку 16 ст. Ранній польський націоналізм, або протонаціоналізм, був пов’язаний із польсько-литовською ідентичністю, представленою насамперед польською шляхтою та її культурними цінностями (такими як Золоті вольності та сарматизм). Вона була заснована на громадянських республіканських ідеях. Ця рання форма польського націоналізму почала руйнуватися та трансформуватися зі знищенням польської держави під час поділів Польщі з 1772 по 1795 рр. 
Сучасний польський націоналізм виник як рух наприкінці XVIII та на початку XIX століття серед польських активістів, які пропагували польську національну свідомість, одночасно відкидаючи культурну асиміляцію в домінуючих культурах Австрії, Пруссії та Росії, трьох імперій, які розділяли Польщу та Литву, й окупували різні регіони колишньої Речі Посполитої.  Це було наслідком польської бездержавності, оскільки польська національність пригнічувалась владою країн, які здобули цю територію.  Саме в той час польськість почала ототожнюватися з етнічною приналежністю, дедалі більше виключаючи такі групи, як польські євреї, яких раніше з більшою ймовірністю сприймали як польських патріотів.  Це також був період, коли польський націоналізм, який раніше був спільним як для лівих, так і для правих політичних платформ, став більш переосмислюватися як характеристика саме правого крила, особливо з появою політика Романа Дмовського (1864-1939), який у 1893 році перейменував Liga Polska (Польська ліга) на Liga Narodowa (Національна ліга).
Польський націоналізм досяг свого розквіту в другій половині 19 століття та в першій половині 20 століття. Вирішальними для його становлення стала поразка Польщі в січневому повстанні 1864 року, відновлення незалежної польської держави в 1918 році та створення однорідної етнічної польської держави в 1945 році.
Важливим елементом польського націоналізму було його ототожнення з римо-католицькою релігією, яке сформувалося лише в 19 сторіччі. Хоча стара Річ Посполита була релігійно різноманітною та дуже толерантною, римо-католицький релігійний наратив із месіанським відтінком став однією з визначальних характеристик сучасної польської ідентичності. Роман Дмовський, польський політик того часу, відіграв важливу роль у визначенні цієї концепції, за що його й називають «батьком польського націоналізму». 
Людські міграції після завершення Другої світової війни в 1945 році з демографічними та територіальними змінами Польщі, які різко зменшили кількість етнічних меншин там, також відіграли важливу роль у створенні сучасної польської держави та національності. У комуністичній Польщі (1945-1989) режим прийняв, модифікував і використовував для своєї офіційної ідеології та пропаганди деякі націоналістичні концепції, розроблені Дмовським. Оскільки націонал-демократи Дмовського твердо вірили в «національну» (етнічно однорідну) державу, навіть якщо цей критерій вимагав зменшення території, їхні територіальні та етнічні ідеї були прийняті та практично реалізовані польськими комуністами, які діяли за наказами Сталіна. Сам Сталін у 1944-45 рр. спілкувався з провідним націонал-демократом Станіславом Грабським, співавтором запланованих переміщень кордонів і населення та втілення націоналістично-комуністичної змови, і перебував під його впливом. 
Польський націоналізм разом із проамериканським лібералізмом відіграв важливу роль у розвитку руху Солідарності у 1980-х роках. У сучасній польській політиці польський націоналізм найбільш відкрито представлений партіями, об’єднаними в проросійську коаліцію Конфедерації свободи та незалежності. Станом на 2020 рік Конфедерація, що складається з кількох менших партій, мала 11 депутатів (менше 7%) у Сеймі .

## ХІХ століття
- Центральна національна рада (1848)
- Польська Національна гвардія (1848)